# Andreas Musculus

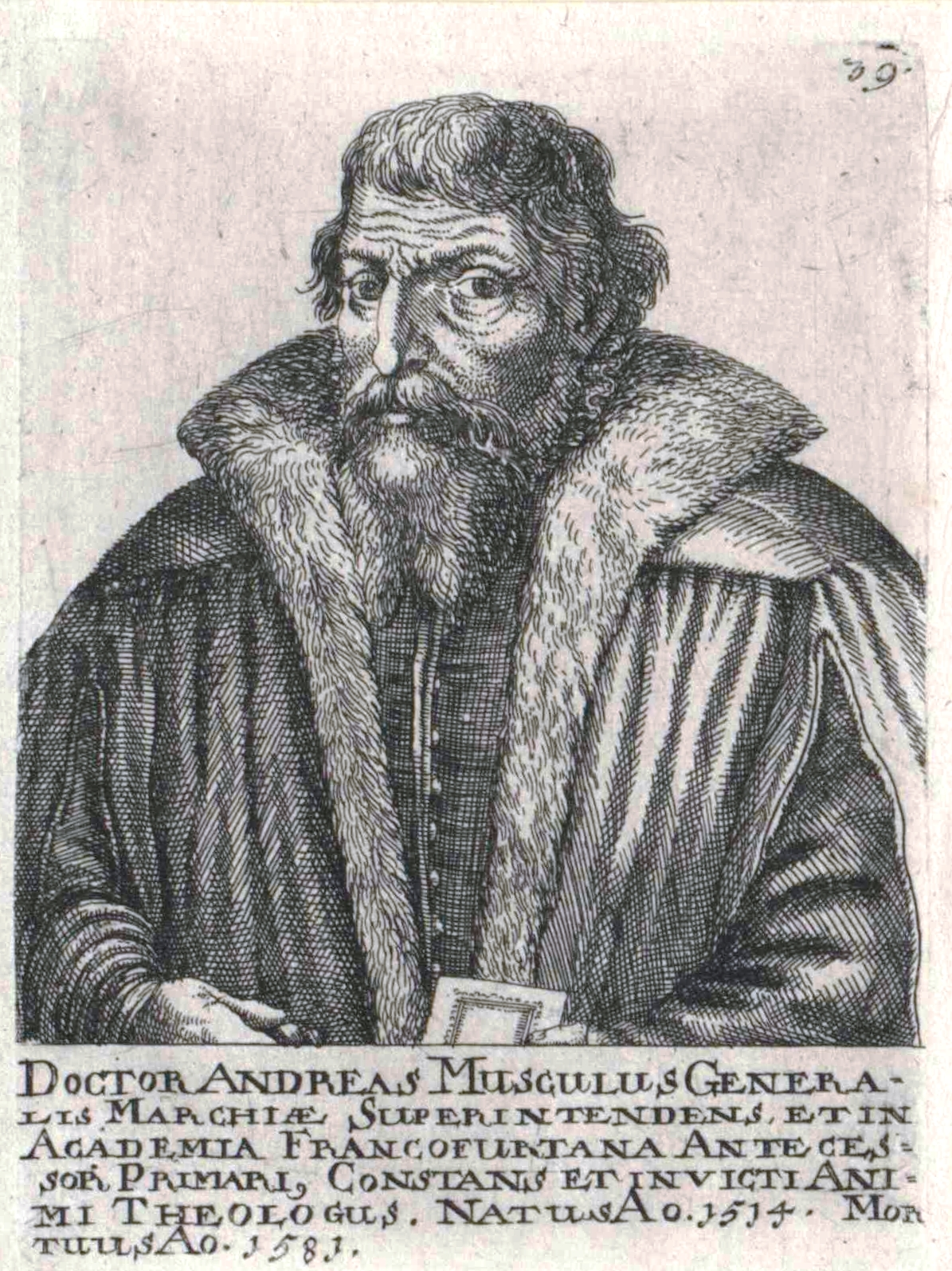
Andreas Musculus

Andreas Musculus (latinisiert für Andreas Meusel; * 29. November 1514 in Schneeberg; † 29. September 1581 in Frankfurt (Oder)) war ein evangelischer Theologe und Reformator.

## Leben

Karikatur des „pluderichten Hosenteufels“ (Titelseite von 1556)

Er besuchte die unter Hieronymus Weller stehende Lateinschule seiner Vaterstadt und ging im Sommersemester 1531 an die Universität Leipzig, wo er nach drei Jahren den Grad des Baccalaureus erlangte. Nachdem er einige Jahre als Hauslehrer zugebracht hatte, begab er sich 1538 nach Wittenberg, um sich zum evangelischen Theologen ausbilden zu lassen.
An der Universität Wittenberg erwarb er den Magistergrad und wurde 1541 durch seinen Schwager, den Reformator Johannes Agricola, an die Universität Frankfurt (Oder) empfohlen. Da Alexander Alesius Frankfurt verließ, war dort kein Doktor der Theologie mehr vorhanden. Der Kurfürst forderte 1546 Konrad Cordatus aus Stendal auf, nach Frankfurt zu kommen, um Musculus und Johann Lüdecke zu promovieren. Cordatus begab sich zwar auf die Reise, erkrankte aber und starb unterwegs. Statt seiner trat Theodor Fabricius aus Zerbst in die Lücke.
Indessen begann Musculus, seinen Kollegen Lüdecke, seinen Lehrer Philipp Melanchthon und die Wittenberger Theologen anzugreifen. Lüdecke ging nach Stendal, Musculus rückte zum ordentlichen Professor auf und war lange der einzige Theologe in Frankfurt. Nach Agricolas Tode war er auch Generalsuperintendent der Mark Brandenburg.
Er lag sein Leben lang immer mit jemandem im Streit; mit Lüdecke, mit Francesco Stancaro, der aus Königsberg (Preußen) nach Frankfurt kam, mit dem Renegaten Friedrich Staphylus, zuletzt mit Abdias Prätorius, der den Standpunkt Philipp Melanchthons in der Frage der guten Werke vertrat. Diese letzte Auseinandersetzung schwankte jahrelang hin und her. Nach dem Tode Agricolas fiel Musculus die theologische Führung in der Mark zu. In scharfer Weise wandte er sich gegen die Philippisten und dementsprechend auch gegen den Calvinismus.
In seinen letzten Jahren arbeitete er am Brandenburgischen Corpus doctrinae und auch an der endgültigen Fassung der Formula Concordiae. Sein Landesherr Joachim II. zeigte ihm großes Vertrauen und unterstützte den oft übereifrigen, leidenschaftlichen Prediger und Kirchenführer.
Für die protestantische Frömmigkeit und Kirchenmusik prägend wurden seine Gebetbücher Precationes ex veteribus orthodoxis doctoribus und Betbüchlein von 1559, die die Tradition der pseudo-augustinischen Meditationen im Luthertum heimisch machten und viele Auflagen erfuhren. Heinrich Schütz hat aus der lateinischen Version fast die Hälfte der Texte für seine Cantiones sacrae (1625) entnommen, wie auch Dietrich Buxtehude für seine Werke.

## Teufelsbücher

Titelseite des „Eheteufel“ von 1556

Mit seinen „Teufelsbüchern“, in denen er die Unsitten seiner Zeit anprangerte, sicherte sich Andreas Musculus einen festen Platz in der Frömmigkeits- und Literaturgeschichte. Wenn Musculus auch nicht der erste Autor eines sogenannten Teufelsbuchs war, so hat er doch mit seinen Werken die Mode dieser meist von lutherischen Pastoren verfassten Schriften in den 50er und 60er Jahren des 16. Jahrhunderts angefeuert. Seine Teufelbücher waren große Verkaufserfolge und wurden von verschiedenen Druckern mehrmals in kurzer Folge neu aufgelegt.
Im Hosenteufel schimpft er über die Mode der Pluder- und Pumphosen. Zu diesem Werk wurde er durch ein öffentliches Ereignis angeregt: An Sonntag Mariä Himmelfahrt des Jahres 1555 hatte ein Prädikant in der Marienkirche zu Frankfurt eine Predigt gegen die verwerfliche Pluderhose gehalten und die Zuhörer ermahnt, diese frevelhafte Mode, die noch dazu durch niederländische Landsknechte eingeführt worden war, zu bekämpfen. Am darauffolgenden Sonntag hing – zum großen Ärgernis von Musculus – dem Predigtstuhl gegenüber eine alte ausgestopfte Pluderhose, die vermutlich von einem Studenten (besonders gern wurden die Pluderhosen von jungen Menschen getragen) dort angenagelt worden war. Daraufhin geriet der Viadrina-Professor Musculus so in Erregung, dass er eine eindrucksvolle Predigt gegen das „unzüchtige und zuluderte“ Beinkleid hielt und diese im gleichen Jahr bei dem Frankfurter Universitätsdrucker Johann Eichorn drucken ließ: Vom Hosen Teuffel.
In seinem 1556 erschienenen Eheteufel prangert er die Laster an, mit denen die Eheleute sich gegenseitig das Leben schwer machen und den Ehefrieden stören. Außerdem stammen innerhalb dieses Genres von Musculus noch ein Fluchteufel (1556) und ein allgemeines Werk über Des Teufels Tyranney, Macht und Gewalt (1561).

## Werk (Auswahl)
- Vom Hosen Teuffel. Gedruckt zu Franckfurt an der Oder durch Johann Eichorn, (Digitalisat) 1555.
- Wider den Ehteuffel. Gedruckt zu Franckfurt an der Oder durch Johann Eichorn, (Digitalisat) 1556.
- Vom Gotslestern. (Digitalisat) 1556.
- Beider Antichrist, des Constantinopolitanischen / vnd Römischen / einstimmig vnd gleichfoermig Leer Glauben und Religion Wieder Christum den Son deß lebendigen Gottes durch D. Andream Musculum.  (Digitalisat) 1557.
- Vom jüngsten Tage. Kolophon: Gedruckt zu Erffurt / durch Georgium Bawman / zum bunten Lawen / bey Sanct Paul. (Digitalisat) 1557.
- Wider den Fluchteufel. Von dem Unchristlichen, erschrecklichen und grausamen Fluchen und Gottslesterung, trewe und wolmeinede Vermanung und Warnung. (Digitalisat) 1561.
- Von des Teufels Tyranney, Macht vnd Gewalt, sonderlich in diesen letzten tagen, vnterrichtung. Gedruckt zu Erffurdt durch Georgium Bawmann bey St. Paul. Anno 1561 (Google Books)
- Bedencks Ende. Kolophon: Gedruckt zu Franckfurt an der Oder / durch Johan Eichorn 1572. (Digitalisat)

### Lexikalische Einträge
- Walther Killy (Hrsg.): Literaturlexikon. Autoren und Werke deutscher Sprache (15 Bände).  Bertelsmann-Lexikon-Verlag, Gütersloh / München 1988–1991 (CD-ROM: Berlin 1998, ISBN 3-932544-13-7)
- Heinrich Grimm: Musculus, Andreas. In: Neue Deutsche Biographie (NDB). Band 18, Duncker & Humblot, Berlin 1997, ISBN 3-428-00199-0, S. 626 f. (Digitalisat).
- Bernhard Pünjer: Musculus, Andreas. In: Allgemeine Deutsche Biographie (ADB). Band 23, Duncker & Humblot, Leipzig 1886, S. 93 f.
- Musculus, Andreas. In: Johann Heinrich Zedler: Grosses vollständiges Universal-Lexicon Aller Wissenschafften und Künste. Band 22, Leipzig 1739, Sp. 1340 f.
- Hartmut Lohmann: Musculus (Meusel), Andreas. In: Biographisch-Bibliographisches Kirchenlexikon (BBKL). Band 6, Bautz, Herzberg 1993, ISBN 3-88309-044-1, Sp. 380–381 (Artikel/Artikelanfang im Internet-Archive).
- Realenzyklopädie für protestantische Theologie und Kirche, Band 13, S. 577.